# Tomografía de coherencia óptica

Tomografía de coherencia óptica de la yema del dedo

La tomografía de coherencia óptica o tomografía óptica coherente (TCO u OCT) es una técnica de imagen tomográfica óptica, no invasiva e interferométrica que ofrece una penetración de milímetros (aproximadamente 2-3 mm en el tejido o material de que se trate) con resolución axial y lateral de escala micrométrica. La técnica se demostró por primera vez en 1991 con una resolución axial de ~30 µm. En el 2001 la TCO alcanzó una resolución submicrométrica debido a la introducción de fuentes de luz de banda amplia (fuentes que emiten longitudes de onda sobre un rango de ~100 nm). Ahora la TCO es una técnica de imagen ampliamente aceptada, especialmente en oftalmología, otras aplicaciones biomédicas, y la conservación de obras de arte.

## Introducción

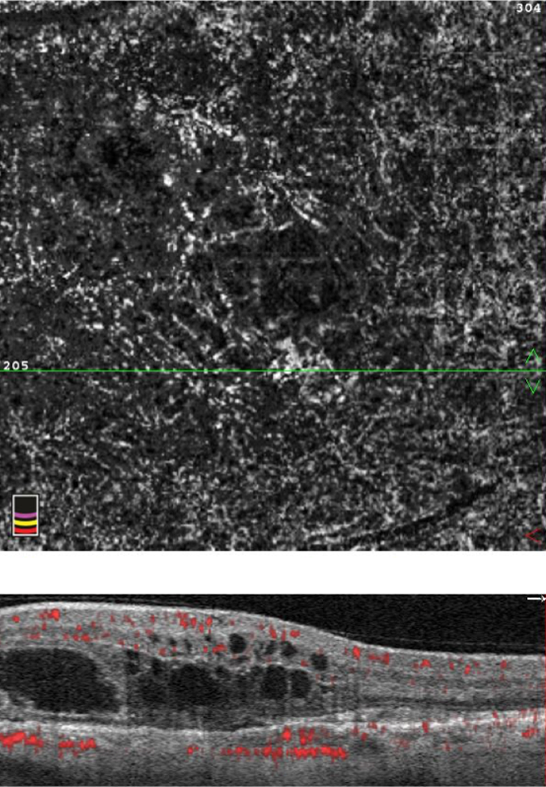
Tomografía de ojo. Abajo el corte transversal del globo ocular mostrando una enfermedad en el espesor de su pared.

Ideada en 1991 por Huang y otros, la tomografía de coherencia óptica (TCO), con capacidades de imagen de resolución micrométrica y de corte transversal, se ha convertido en una prominente técnica biomédica de visualización de tejidos; es particularmente adecuada para las aplicaciones oftálmicas y otras imágenes de tejidos que requieren resolución micrométrica y profundidad de penetración milimétrica.
La TCO también se ha usado para varios proyectos de conservación de arte, donde sirve para analizar las diferentes capas de una pintura. 
La TCO tiene ventajas críticas sobre otros sistemas de imagen médica. La ultrasonografía médica, la imagen por resonancia magnética (MRI) y la microscopía confocal no son adecuadas para la imagen morfológica de tejidos: las primeras dos tienen escasa resolución; la última carece de profundidad de penetración milimétrica.
La TCO está basada en la interferometría de baja coherencia.
En la interferometría convencional con la longitud de coherencia larga (interferometría láser), la interferencia de la luz ocurre sobre una distancia de metros. En la TCO, esta interferencia se acorta a una distancia de micrómetros, gracias al uso de fuentes de luz de banda ancha (fuentes que pueden emitir luz de una amplia gama de frecuencias). La luz de gran ancho de banda puede generarse con un diodos superluminiscentes (LEDs superbrillantes) o láseres con pulsos extremadamente cortos (láseres de femtosegundo). La luz blanca es también una fuente de banda ancha con energías más bajas.
La luz en un sistema de TCO es dividida en dos rayos: un rayo de muestra (que contiene el objeto de interés) y un rayo de referencia (usualmente un espejo). La combinación de la luz reflejada del rayo de muestra y la luz del rayo de la referencia da lugar a un patrón de interferencia, pero solamente si la luz de ambos rayos ha viajado la "misma" distancia óptica ("misma" significa una diferencia de menos de una longitud de coherencia). Explorando el espejo en el rayo de referencia, puede obtenerse un perfil de reflectividad de la muestra (éste es dominio de tiempo TCO). Las áreas de la muestra que reflejan mucha luz crean mayor interferencia que las áreas que no lo hacen. Cualquier luz que esté fuera de la corta longitud de coherencia no interfiere. Este perfil de reflectividad, llamado A-scan, contiene información sobre las dimensiones y la localización espaciales de estructuras situadas dentro del objeto de interés. Un tomógrafo de corte transversal (B-scan) puede ser alcanzado al combinar lateralmente una serie de estas exploraciones de profundidad axial (A-scan). Dependiendo del motor de imagen usado, es posible la imagen de cara (C-scan) a una profundidad adquirida.
La TCO es especialmente útil en oftalmología, dada la facilidad con que la luz alcanza las estructuras oculares en las cámaras anterior y posterior. La ventaja en su aplicación en oftalmología es que la luz incide de forma directa sobre el tejido, sin la necesidad de utilizar un transductor. Para ello se precisa un medio óptico suficientemente transparente (como el humor vítreo) que permite obtener una señal detectable.

Las imágenes tomográficas obtenidas permiten el diagnóstico de enfermedades difíciles de identificar oftalmoscópicamente, pero, además, la capacidad de explorar varias veces la misma zona de la retina en diferentes momentos, hace posible su monitorización y seguimiento.